# Megastylus kuslitzkii
Megastylus kuslitzkii là một loài tò vò trong họ Ichneumonidae.